# Sciapus palmipes
Sciapus palmipes är en tvåvingeart som beskrevs av Collin 1966. Sciapus palmipes ingår i släktet Sciapus och familjen styltflugor. Inga underarter finns listade i Catalogue of Life.